# Igor Tomašić
Igor Tomašić (* 14. Dezember 1976 in Kutina, Jugoslawien) ist ein ehemaliger bulgarischer Fußballspieler mit kroatischer Abstammung. Der Verteidiger bestritt insgesamt 343 Spiele in der kroatischen 1. HNL, der niederländischen Eredivisie, der belgischen Pro League, der israelischen Ligat ha’Al, der bulgarischen A Grupa, der griechischen Super League und der zyprischen First Division. Im Jahr 1997 gewann er mit Croatia Zagreb die kroatische, in den Jahren 2006 und 2007 mit Lewski Sofia die bulgarische Meisterschaft.

## Karriere
Sein erster Verein war Moslavina Kutina. Später kam er dann zum kroatischen Topclub Croatia Zagreb. Zwischen 1997 und 2005 spielte er bei mehreren Vereinen in Belgien, den Niederlanden und Israel, bevor er nach Bulgarien zu Lewski Sofia kam. Für Lewski spielte er zwischen 2005 und 2008 und brachte es auf 130 Ligaeinsätze. Außerdem spielte er mit Lewski in der Championsleague sowie im UEFA-CUP. Am 19. Mai 2008 wurde dann bekannt, dass er Lewski ablösefrei verlässt und nach Israel zu Maccabi Tel Aviv wechselt. Nach zwei Jahren wechselte er im Sommer 2010 zu AO Kavala nach Griechenland, ehe er im Sommer 2011 zu Anorthosis Famagusta nach Zypern wechselte. Dort beendete er im Jahr 2012 seine Karriere.

## Nationalmannschaft
2006 entschied er sich, für Bulgarien zu spielen, und machte gegen Wales sein erstes Länderspiel, seitdem bestritt 16 Länderspiele (kein Tor).

## Erfolge
- Kroatischer Meister: 1997
- Kroatischer Pokalsieger: 1997
- Bulgarischer Meister: 2005, 2007
- Bulgarischer Pokalsieger: 2006, 2007
- Bulgarischer Supercup: 2005, 2007